# Elísio Medrado
Elísio Medrado é um município brasileiro do estado da Bahia.